# Митрополит ердељски Генадије I
Генадије I је био ердељски митрополит крајем 16. века.

## Биографија
Под притиском Османлија српско становништво се из матичних земаља померало на подручје Угарске. У тим сеобама допирало је и до Ердеља, где се организује првом половином 15. века. Нови талас српског становништва у Ердељ долази након османског освајања Баната и Кришане. Оно се насељава уз долину Мориша, од Ердељског Београда (Алба Јулија) и Тевиша до Сасшебеша на југу. У другој половини 16. века Срби овде организују митрополију, под чијом јурисдикцијом су била североисточна подручја Угарске. На челу митрополије је био Генадије I који је управљао верским животом Срба, Влаха, Грка и Русина. За његово време основана је штампарија у Сасшебешу, а по његовом налогу је прештампан Зборник или Празнични минеј Божидара Вуковића, први пут штампан у Млетачкој републици од 1536. до 1538. године. Том приликом задржана је, не само српска редакција и српски светитељи, већ и цео Вуковићев поговор, с том разликом што се као налогодавац, уместо Вуковића помиње освештени митрополит кир Ђенадије арђелски. Следеће године, у Сасшебешу се штампа Зборник проповеди под насловом Поученије изабраноје от светаго Јевангелија и от иних многих божанствених писании, глаголемаја архијереја из уст всјакоју недјељу, на поученије христоименитим лјудем, или прочитаема такоже и на господскија праздники. Овај је Зборник, према рукопису из Марчанске епархије, био превод из грчкаго јазика на словенске книги.